# Danh sách phối ngẫu nước Bỉ
Vương hậu Bỉ là tước vị dùng để gọi vợ của các vị vua Bỉ đương nhiệm. Tất cả vợ của Vua Bỉ sẽ được gọi là Vương hậu Bỉ, ngoại trừ trường hợp đặc biệt của Vương phi Lilian xứ Réthy - vợ thứ hai của Vua Léopold III. Các Vương hậu Bỉ sẽ vẫn giữ được tước vị của mình mặc cho chồng của họ có qua đời hoặc thoái vị, do đó, trong một thời gian có thể sẽ có đến hai Vương hậu. Năm 2013, Vương quốc Bỉ có đến ba Vương hậu. Dưới đây là danh sách các Vương hậu Bỉ từ năm 1831 cho đến nay.

## Vương hậu Bỉ

### Nhà Sachsen-Coburg và Gotha
| Hình        | Tên                              | Thân phụ                                                                                                | Ngày sinh            | Kết hôn              | Trở thành Vương hậu                        | Không còn là Vương hậu                | Qua đời              | Phu quân    |
| ----------- | -------------------------------- | --- | -------------------- | -------------------- | ------------------------------------------ | ------------------------------------- | -------------------- | ----------- |
|             | Louise Marie của Pháp            | Louis-Philippe I của Pháp (Nhà Orléans)                                                                 | 3 tháng 4 năm 1812   | 9 tháng 8 năm 1832   | 9 tháng 8 năm 1832                         | 11 tháng 10 năm 1850                  | 11 tháng 10 năm 1850 | Léopold I   |
|             | Marie Henriette của Áo           | Hoàng tử Joseph, Sứ quân của Hungary (Nhà Habsburg-Lorraine)                                            | 23 tháng 8 năm 1836  | 22 tháng 8 năm 1853  | 10 tháng 12 năm 1865 phu quân lên ngôi vua | 19 tháng 9 năm 1902                   | 19 tháng 9 năm 1902  | Léopold II  |
|             | Elisabeth Gabriele của Bayern    | Carl Theodor, Công tước của Bayern (Nhà Wittelsbach)                                                    | 25 tháng 7 năm 1876  | 2 tháng 10 năm 1900  | 17 tháng 12 năm 1909 phu quân lên ngôi vua | 17 tháng 2 năm 1934 phu quân qua đời  | 23 tháng 11 năm 1965 | Albert I    |
|             | Astrid của Thụy Điển             | Hoàng tử Carl, Công tước xứ Västergötland (Nhà Bernadotte)                                              | 17 tháng 11 năm 1905 | 4 tháng 11 năm 1926  | 17 tháng 2 năm 1934 phu quân lên ngôi vua  | 29 tháng 8 năm 1935                   | 29 tháng 8 năm 1935  | Léopold III |
| không khung | Lilian Baels, Hoàng phi xứ Réthy | Henri Baels                                                                                             | 28 tháng 11 năm 1916 | 6 tháng 12 năm 1941  | 6 tháng 12 năm 1941                        | 16 tháng 7 năm 1951 phu quân thoái vị | 7 tháng 6 năm 2002   | Léopold III |
|             | Fabiola de Mora y Aragón         | Gonzalo de Mora y Fernández, Riera y del Olmo, Hầu tước thứ tư của Casa Riera, Bá tước thứ hai của Mora | 11 tháng 6 năm 1928  | 15 tháng 12 năm 1960 | 15 tháng 12 năm 1960                       | 31 tháng 7 năm 1993 phu quân qua đời  |                      | Baudouin    |
|             | Paola Ruffo di Calabria          | Fulco Ruffo di Calabria, Công tước thứ sáu của Guardia Lombarda                                         | 11 tháng 9 năm 1937  | 2 tháng 7 năm 1959   | 9 tháng 8 năm 1993 phu quân lên ngôi vua   | 21 tháng 7 năm 2013 phu quân thoái vị |                      | Albert II   |
|             | Mathilde d'Udekem d'Acoz         | Bá tước Patrick d'Udekem d'Acoz                                                                         | 20 tháng 1 năm 1973  | 4 tháng 12 năm 1999  | 21 tháng 7 năm 2013 phu quân lên ngôi vua  | nay                                   |                      | Philippe    |